# Mr. Pride vs Miss Prejudice
Mr. Pride vs Miss Prejudice (chino: 傲娇与偏见, también conocida como "Ao Jiao Yu Pian Jian"), es una película de romance y comedia china estrenada el 20 de abril de 2017.

## Sinopsis
Cuando la escritora en línea Tang Nan Nan se cruza en el camino de Zhu Hou, un joven rico consentido de segunda generación, sus vidas comienzan a tener situaciones divertidas y enfrentamientos, que los lleva a descubrir que están enamorados uno de otro.

## Personajes

### Personajes principales
| Actor            | Personaje    | Ocupación  |
| ---------------- | ------------ | ---------- |
| Dilraba Dilmurat | Tang Nan Nan | Escritora  |
| Leon Zhang       | Zhu Hou      | Empresario |
| Vengo Gao        | Xiao Xianjun | -          |

### Personajes secundarios
| Actor                              | Personaje    | Ocupación          |
| ---------------------------------- | ------------ | ------------------ |
| Ma Weiwei                          | Ma           | Editora            |
| Fan Tiantian                       | Da Tian Tian | Escritora          |
| Gina Jin                           | Mo Mo        | exnovia de Hou     |
| Kathy Chow                         | -            | Madre de Zhu Hou   |
| Mike Angelo (Pirath Nitipaisalkul) | Jiang Hai    | exnovio de Nan Nan |
| Ye Fan (aka. Edison)               | -            | -                  |
| Yu Li                              | -            | -                  |

## Premios y nominaciones
| Año  | Categoría                  | Premio                                   | Nominado (a)     | Resultado |
| ---- | -------------------------- | ---------------------------------------- | ---------------- | --------- |
| 2016 | Best New Actress           | China International Film Festival London | Dilraba Dilmurat | Ganó      |
| 2016 | Best Actor (Original film) | China International Film Festival London | Leon Zhang       | Ganó      |

## Música
El Soundtrack de la película estuvo conformada por 2 canciones.
| No. | Artista (as)                  | Canción                                    |
| --- | ----------------------------- | ------------------------------------------ |
| 1   | Leon Zhang y Dilraba Dilmurat | "Mr. Pride vs Miss Prejudice" (傲娇与偏见) |
| 2   | Chen Zi Tong                  | "Amazing"                                  |

## Producción
La película contó con los directores Li Haishu y Huang Yanwei, y fue protagonizada por Dilraba Dilmurat, Leon Zhang y Vengo Gao.
También contó con los escritores Rui Han, Yanwei Huang, Hai-shu Li, Yuehong Ma, Meimei Mao y XiuJie Zhang, y los productores Zeng Jia, Yan Lu, Zhang Qiang, Li Xiao y Ruoyao Zhao. La cinematografía fue realizada por Kar Fei Cheung, el departamento de sonido contó con el editor de sonidos Steve Miller.
Contó con las compañías productoras "Alibaba Pictures Group Limited" y "Jaywalk Studio", y fue distribuida por "Alibaba Pictures Group Limited".
Fue estrenada el 20 de abril del 2017 y tuvo una duración de 1hr. 48min.
La película ha recaudado CN¥ 105.9 millones en China.